# 塞沃伊诺
塞沃伊诺（塞尔维亚语：／），塞尔维亚西部兹拉蒂博尔州城市。总人口7,445(2002年)。